# Анна Каренина (фильм, 1911)
«Анна Каренина» — немой художественный фильм Мориса Метра, снятый по мотивам одноимённого романа Л. Н. Толстого и выпущенный 10 февраля 1911 года. Метраж 350 м. в двух частях. Считается утраченным.

## Сюжет
Графиня Анна Каренина мечется между своим любовником Вронским и мужем, графом Карениным. Любовь Анны к Вронскому причиняет ей сильную боль и общественное давление. Вронский хочет, чтобы Анна покинула мужа, однако вскоре Вронский уходит на войну. Анна чувствует себя одинокой, начинает сходить с ума и в итоге бросается под поезд.

## В ролях
- Мария Сорохтина — Анна Аркадьевна Каренина (Облонская)
- Николай Васильев — Алексей Александрович Каренин, муж Анны
- М. Троянов — граф Алексей Кириллович Вронский, полковник
- Мамонов
- Н. Веков

## О фильме
Мнения киноведов о фильме разнятся:
...капитальная работа «Анна Каренина», выдвинувшая первую русскую «звезду» Н. Васильева, который с тех пор становится постоянным участником всех русских картин Пате.Б. С. Лихачёв. Кино в России: Материалы к истории русского кино. Часть I. — Ленинград: Academia, 1927 (тип. «Красной газеты» им. Володарского). — с. 210. — с. 80
...сценарий Ч. Сабинского, написанный для фильма «Анна Каренина» (1911), был похож на средней руки гимназическое сочинение. К тому же при переводе его на французский язык (фильм ставил режиссёр-француз Метр) он был перевран. Легко представить, что получилось после всех этих манипуляций на экране.Вопросы киноискусства, 1957 год
...типично французская режиссура А. Мэтра и игра упорно подражавшего французам Н. Васильева, надо думать, сильно сузили психологический диапазон этой картины [...]. Шедевра не вышло.Лев Аннинский. Лев Толстой и кинематограф. — Москва: Искусство. — С. 71. — 288 с.